# Orel (Chrudimi járás)
Orel település Csehországban, a Chrudimi járásban. Orel Chrudim, Slatiňany, Kočí, Honbice, Lukavice, Zaječice és Bítovany településekkel határos. Lakosainak száma 806 fő (2024. január 1.).

## Népesség
A település lakosságának változását az alábbi diagram mutatja:
| Lakosok száma | 564  | 737  | 869  | 814  | 710  | 689  | 768  | 778  | 789  | 806  |
|               | 1869 | 1890 | 1921 | 1950 | 1980 | 2001 | 2017 | 2019 | 2022 | 2024 |